# Lycée Saint-Stanislas (Nantes)
Pour les articles homonymes, voir Saint-Stanislas, Collège Stanislas et Lycée Stanislas.
Le lycée et collège Saint-Stanislas est un établissement d'enseignement privé catholique d'enseignement général, secondaire et supérieur (MPSI, PCSI, MP, PC, PSI) situé à Nantes, en Loire-Atlantique, dans le quartier Talensac, à proximité de la rue Paul-Bellamy.

## Historique

### La pension Orillard
En 1829, la ville de Nantes possède seulement deux établissements scolaires où les enfants peuvent suivre des études classiques : le Lycée royal (lycée Clemenceau actuel) et le Petit Séminaire qui accueille les jeunes gens qui veulent devenir prêtres mais aussi ceux qui ne veulent pas fréquenter l'établissement laïc.
Afin de pallier la défaillance du petit séminaire, l’abbé Angebault, vicaire général du diocèse de Nantes, convainc son évêque Joseph Michel Jean-Baptiste Micolon de Guérines d'ouvrir « une pension dirigée par des ecclésiastiques pour des enfants de milieu aisé où chacun recevrait une instruction élémentaire très solide et serait sérieusement préparé aux études classiques ». La direction de cette nouvelle école installée dans les bâtiments d'une ancienne filature de la route de Rennes est confiée à l’abbé Orillard. La première rentrée scolaire s’effectue en octobre 1829, avec 17 élèves. Cette pension s’affirme comme la maison préférée des familles de l’ouest restées fidèles aux princes exilés après l’arrivée au pouvoir de Louis-Philippe Ier.
Le directeur, conquis par la personnalité de Stanislas Kostka, jeune jésuite polonais du XVIe siècle, canonisé au début du XVIIIe, déclaré plus tard patron de la jeunesse chrétienne, voue une grande dévotion à ce jeune saint et place la nouvelle école sous le patronage de saint Stanislas Kostka, malgré la réticence de nombreux Nantais.
L’établissement connaît un développement rapide, avec la construction de nouveaux bâtiments. On compte 117 élèves en 1835. Il sera ensuite cédé à l'évêque de Nantes après le départ de l'abbé Angebault.

### L’essor
Les autorités diocésaines veulent obtenir du gouvernement l’ouverture d’un collège secondaire. Après des négociations difficiles, le ministère de l’Instruction publique accepte mais sous certaines conditions : le corps professoral doit compter au moins deux licenciés et les classes supérieures doivent être implantées en dehors de la ville pour ne pas le concurrencer. Ainsi Saint-Stanislas qui ne dispense alors que d'un enseignement allant des petites classes de primaires jusqu'à 5e est jumelé avec le collège installé dans l’ancien monastère Notre-Dame des Couëts de Bouguenais qui ne se compose que de grandes classes, allant de la 4e aux terminales. Dès lors, l’établissement se partage entre deux maisons, adoptant les mêmes usages, les mêmes méthodes, le même uniforme.
En 1850, la loi Falloux accorde la liberté de l’enseignement secondaire sans restriction, ce qui favorise le développement de l’enseignement catholique. Cependant l’évêque ne juge pas utile de modifier le fonctionnement de Saint-Stanislas. En 1864, avec ses 200 élèves, l’établissement est surchargé. Il faut attendre 1867 pour que, sous la pression des parents qui refusent d'envoyer leurs enfants aux Couëts, les deux maisons deviennent indépendantes l'une de l'autre : Saint-Stanislas devient ainsi un établissement de plein exercice et dispense un enseignement complet allant des classes de primaires jusqu'à la terminale dès 1872. Cette même année, le collège présente, pour la première fois, ses douze premiers élèves au baccalauréat dont six sont reçus.
Dès lors, les effectifs ne cessent d’augmenter pour atteindre, à la veille de la Première Guerre mondiale, 417 élèves.
Le développement de l’école est marqué par de nombreuses constructions jusqu’à la fin du XIXe siècle, notamment sous la direction du chanoine Guillou : en 1877, le réfectoire des professeurs est achevé, et on érige également l'un des théâtres les plus vastes et les mieux équipés de la ville de Nantes. En 1893, on inaugure l’actuelle chapelle néo-gothique due à l'architecte nantais François Bougoüin possédant  un orgue « Cavaillé-Coll » de treize jeux, classé depuis monument historique. Le porche ogival de construit en 1898 et la galerie des arcades complètent l’ensemble et donnent à l’établissement sa physionomie actuelle.

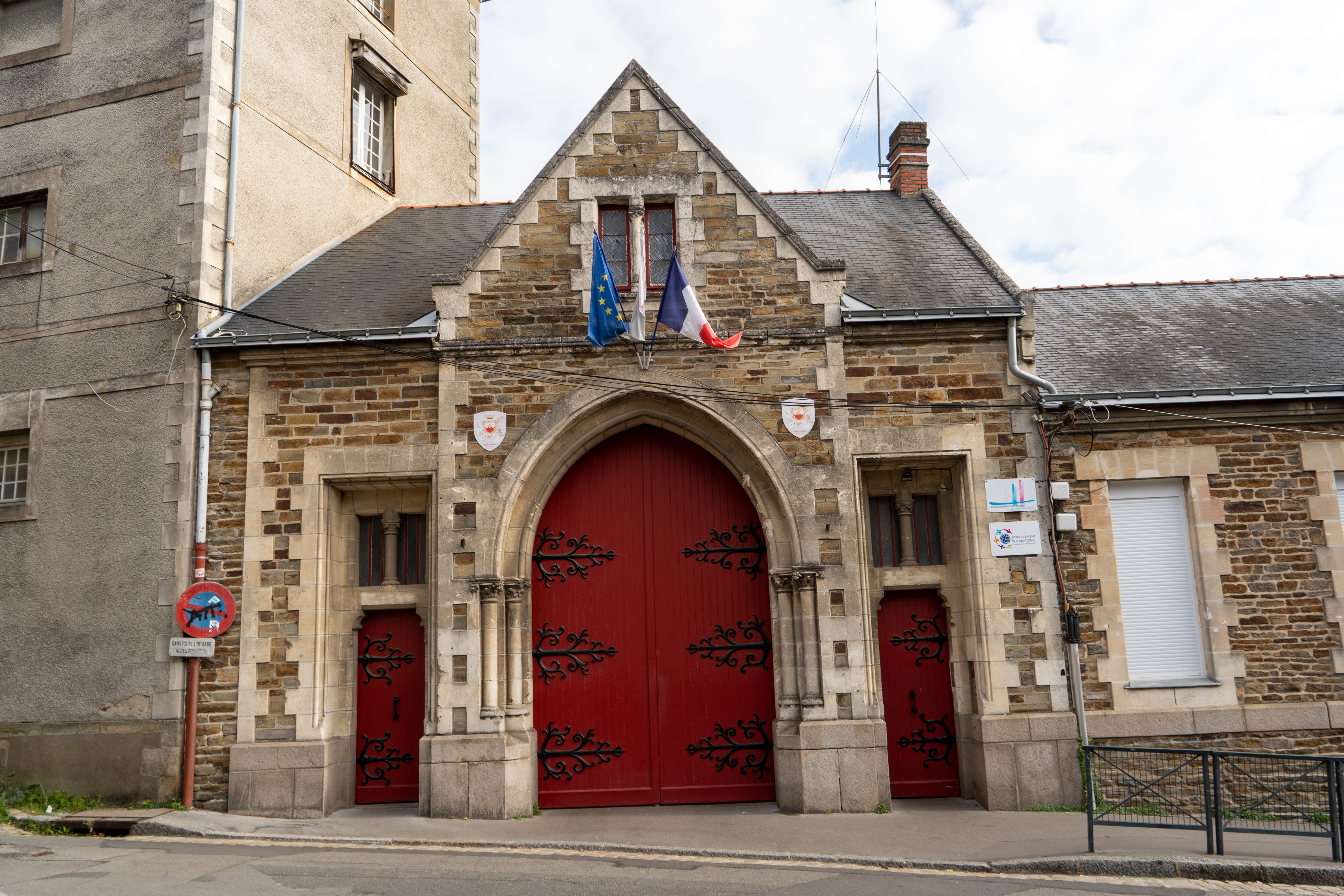
Porte d'entrée.
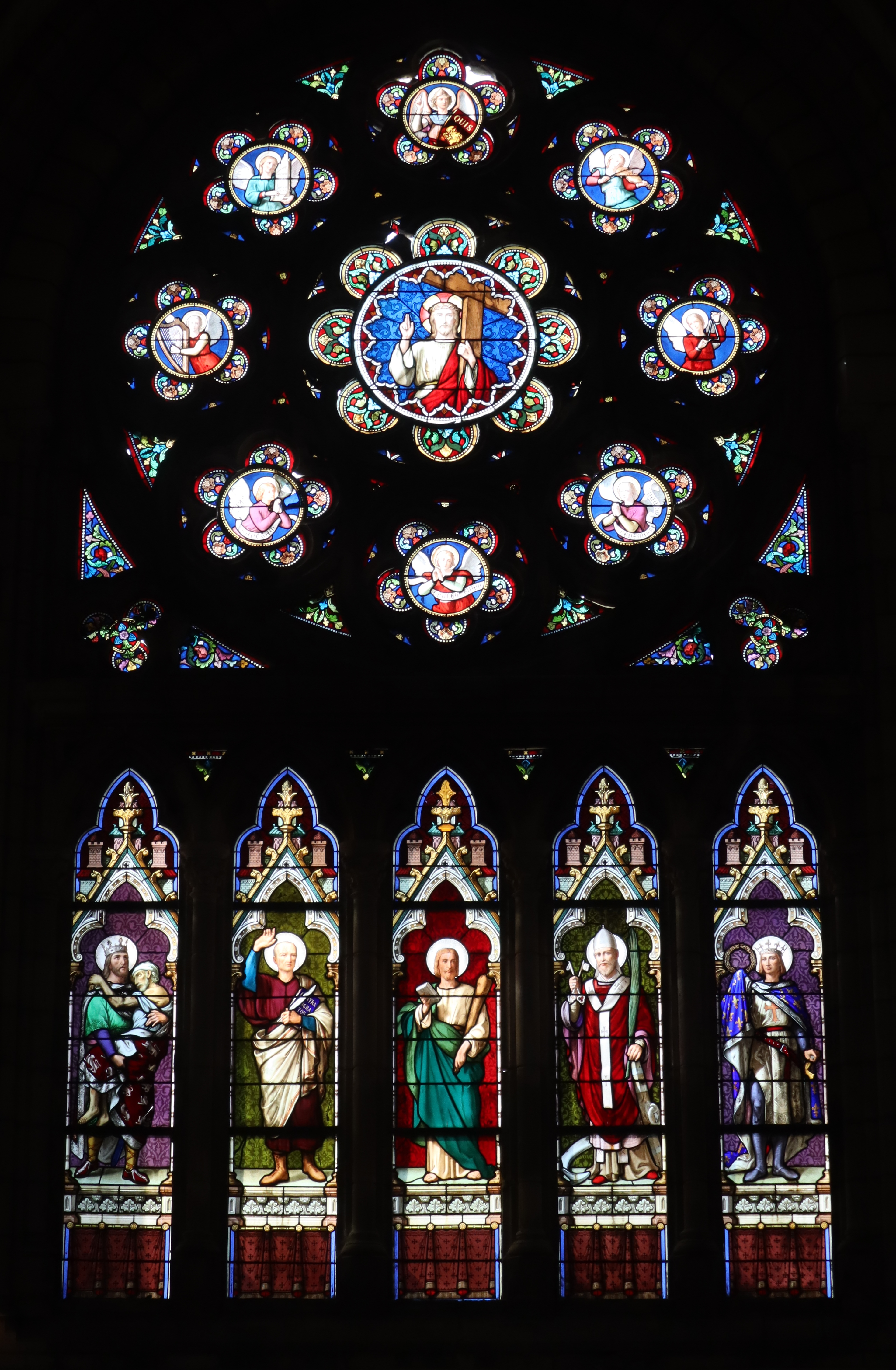
Vitrail du transept gauche de la chapelle.
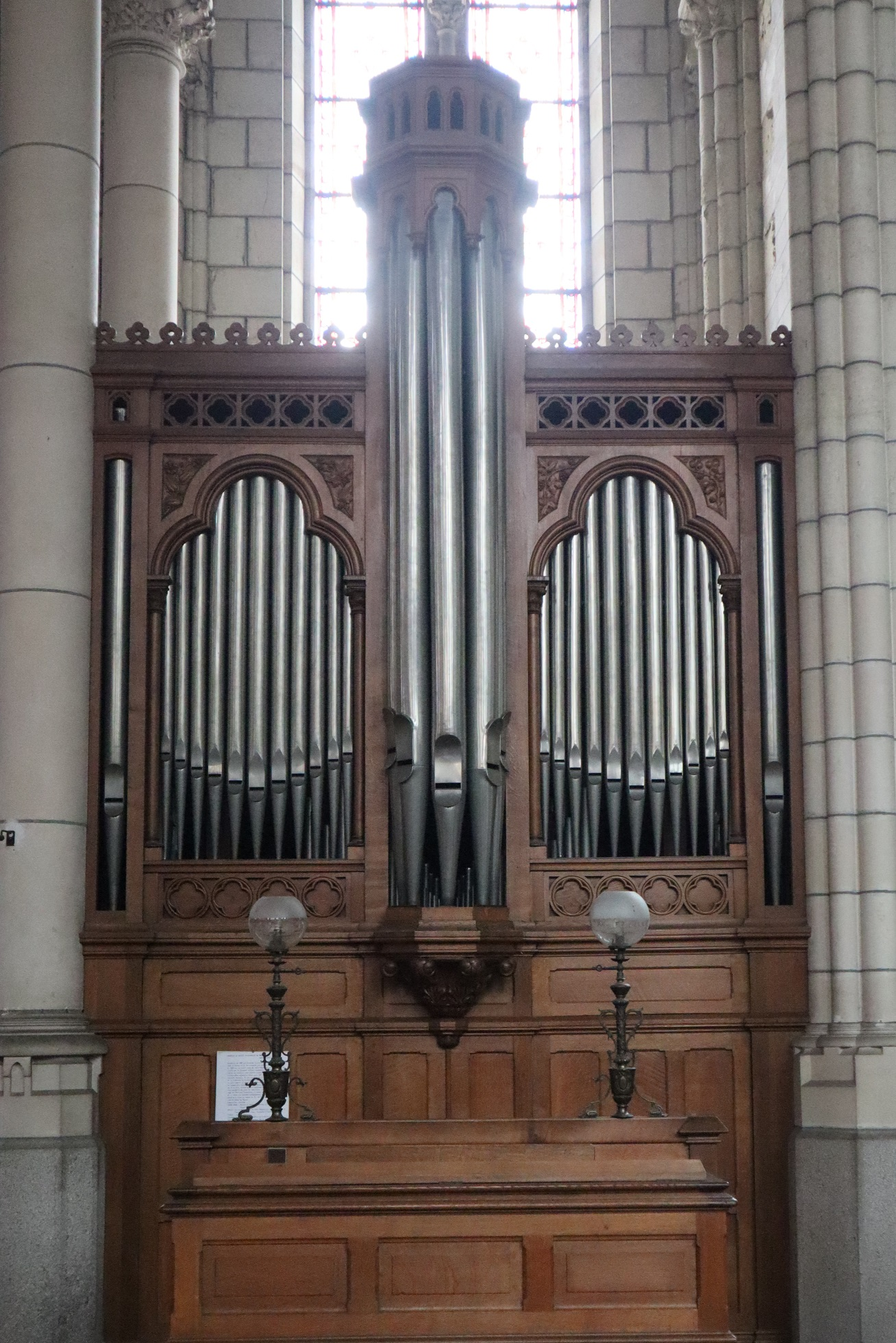
Orgue Cavaillé-Coll.

### Menaces et la tourmente de l’entre deux-guerres
À la suite de la séparation des Églises et de l’État en 1905, le collège est mis sous séquestre et ses biens attribués à la ville de Nantes en 1913 qui revend aussitôt les bâtiments pour la somme de 291 000 francs à la Société immobilière Saint-Stanislas, fondée à cette occasion grâce aux concours des anciens élèves.
Les deux guerres perturbent la vie de l’établissement. En 1914, il est transformé partiellement en hôpital militaire. 141 anciens élèves et professeurs sont tués durant cette guerre. Dès la fin des hostilités, le chanoine Martin, le nouveau supérieur, s’emploie à cicatriser les plaies. Il fait rénover les bâtiments tout en y faisant installer une série d'innovations matérielle (chauffage central, bains-douches… ). Les parents sont de plus en plus nombreux à faire confiance à l’éducation donnée à Saint-Stanislas et les effectifs passent de 450 en 1919 à 570 à 1937. Hélas en 1939 de nombreux professeurs sont de nouveau mobilisés. Plusieurs sont faits prisonniers. Les locaux sont d’abord occupés par les réservistes du 65e Régiment d’Infanterie et l’établissement redevient hôpital militaire français puis allemand. Après les bombardements de septembre 1943, le collège est évacué et les élèves sont dispersés dans la campagne angevine : au château de Piédouault à Jallais et à Beaupréau.
Après la guerre, tout rentre dans l’ordre. Sous les supériorats des chanoines Chaignon et Roul, une mutation sans révolution s’opère :  la vie se libéralise et la discipline est moins sévère. L’élève devient le principal acteur de son avenir professionnel et est amené à y réfléchir.

### Le contrat d'association avec l’État
En application de la loi Debré (1959) qui fixe les rapports de l’État avec l’enseignement privé, le chanoine Paul Guiberteau, directeur de l’établissement, signe un « contrat d’association » le 23 juin 1961. L’État, reconnaissant à l’enseignement catholique sa mission d’enseignement, rémunère les professeurs qualifiés (licence) devenus agents contractuels, non fonctionnaires, et pourvoit au coût de fonctionnement appelé « forfait d’externat ». L’enseignement est dispensé suivant les règles et les programmes de l’enseignement public. L’État a le pouvoir de contrôle administratif, financier et pédagogique.
L’encadrement, assuré essentiellement par des ecclésiastiques avant 1960, « se déconfessionnalise » rapidement. Treize prêtres sont encore en activité 20 ans plus tard sur un effectif de 80 enseignants. Le dernier quittera son poste en 1993.

### La période actuelle
Au cours des 40 dernières années, l’école connaît encore de profonds changements. Ses effectifs doublent de 1961 à 1984 et atteignent 1 305 élèves. Elle ferme ses classes primaires en 1969. Établissement de garçons avec internat depuis sa création, il choisit officiellement la mixité 10 ans plus tard. Actuellement, les filles représentent 40 % des élèves.
Ce développement nécessite de nouvelles constructions. En 1972, l’abbé Alain Chantreau fait édifier un bâtiment de quatorze classes (appelé Jules-Verne) le long de la rue de la Distillerie puis, en raison des réformes, un bloc de laboratoire de sciences et une salle d’éducation physique.
En 1976, un laïc, Dominique Pervenche, devient directeur du collège et du lycée. Le fort accroissement des effectifs au cours des années 1980, la volonté d'améliorer les conditions de travail des élèves et l’ouverture d’un cycle de classes préparatoires aux grandes écoles en mathématiques supérieures et spéciales conduisent, en 1991 (1 630 élèves), à l’édification, avec l’aide du conseil régional des Pays de la Loire, d’une vaste salle polyvalente, sportive et culturelle et d’un important centre de documentation et d’information (CDI).
En octobre 2021 peu après la parution du rapport de la CIASE sur la pédophilie dans l'Eglise, des tags qui révèlent des viols dans l'établissement, dans les années 1970 à 1999, sont inscrits à proximité immédiate et sur les murs du lycée.

## Classement

### Classement du lycée
En 2015, le lycée se classe 10e sur 47 au niveau départemental quant à la qualité d'enseignement, et 519e sur 2311 au niveau national. Le classement s'établit sur trois critères : le taux de réussite au bac, la proportion d'élèves de première qui obtient le baccalauréat en ayant fait les deux dernières années de leur scolarité dans l'établissement, et la valeur ajoutée (calculée à partir de l'origine sociale des élèves, de leur âge et de leurs résultats au diplôme national du brevet).

### Classements des CPGE
Il existe plusieurs classements pour les classes préparatoires aux grandes écoles (CPGE). Certains comptent le nombre d'étudiants admis dans un panel d'écoles donné (comme l'Étudiant), d'autres affectent une note à chaque école intégrée (comme Le Figaro) et d'atres plus récents proposent une évaluation de la plus-value par comparaison du niveau estimé des étudiants admis en CPGE et leurs résultats aux concours (Generation Prépa).
| Filière | Classement de l'Étudiant (panier large d'écoles) et moyennes des 5 dernières années | Classement du Figaro | Classement de Génération Prépa (sur la valeur ajoutée) |
| --- | ----------------------------------------------------------------------------------- | -------------------- | ------------------------------------------------------ |
| MP / MP* | 37ème /151 (50ème sur les 5 dernières annéés)                                       | 42ème                | 4ème                                                   |
| PC / PC* | 91ème /109 (65ème sur les 5 dernières annéés)                                       | 75ème                | 9ème                                                   |
| PSI / PSI* | 60ème /129 (51ème sur les 5 dernières annéés)                                       | 48ème                | 72ème                                                  |
| Sources : Classements 2025 des prépas (concours 2024) : https://www.letudiant.fr/etudes/classes-prepa/classement-des-meilleures-prepas-grandes-ecoles.html#le-classement-2025-des-meilleures-prepas-scientifiques https://etudiant.lefigaro.fr/etudes/prepa-concours/classement/ https://generation-prepa.com/classements/ |                                                                                     |                      |                                                        |

## Les classes
- Collège
- Lycée
- CPGE

## Personnalités liées

### Supérieurs puis directeurs
- 1846-1851 : abbé François Audrain
- 1851-1876 : abbé Mathurin Gariou
- 1876-1891 : abbé Louis Minier
- 1891- : chanoine Prosper-Jean Guillou
- chanoine Martin
- 1959-1967 : abbé Paul Guiberteau
- 1967-1976 : abbé Alain Chantreau
- 1976- : Dominique Pervenche
- 2013-2018 : Christine Fonteneau
- 2018 : Thierry Bougère

### Enseignants
- Francis Trochu
- Paul Guiberteau

### Anciens élèves
- Jules Verne
- Pascal Praud
- Joseph Rousse
- Léon Bureau
- Tony Catta
- Émile Gabory
- Jean Allard de Grandmaison
- Olivier de Sesmaisons
- Maurice Sourdille
- Louis Bretonnière
- Alexandre Bolo
- Yves Liberge
- Michel Couëtoux
- René-Salvator Catta
- Louis Lacroix
- Marc O'Neill
- Michel Dabat
- Pierre Puvis
- Paul Guiberteau
- Adolphe-Marie Hardy
- Patrick Barbier
- Ivan Rioufol
- Adèle Castillon